# Ludendorf (Swisttal)
« Ludendorf » redirige ici.  Pour le général allemand du XXe siècle, voir Erich Ludendorff.
Ludendorf est un village allemand, situé entre Bonn et Aix-la-Chapelle dans la Rhénanie-du-Nord-Westphalie. Le village compte 539 habitants (2007) et est une partie de la commune de Swisttal.